# Cattedrale dell'Annunciazione (Alessandretta)
La cattedrale dell'Annunciazione (in turco: İskenderun Katolik Kilisesi) è la principale chiesa cattolica di Alessandretta, in Turchia, e sede del vicariato apostolico dell'Anatolia.

## Storia

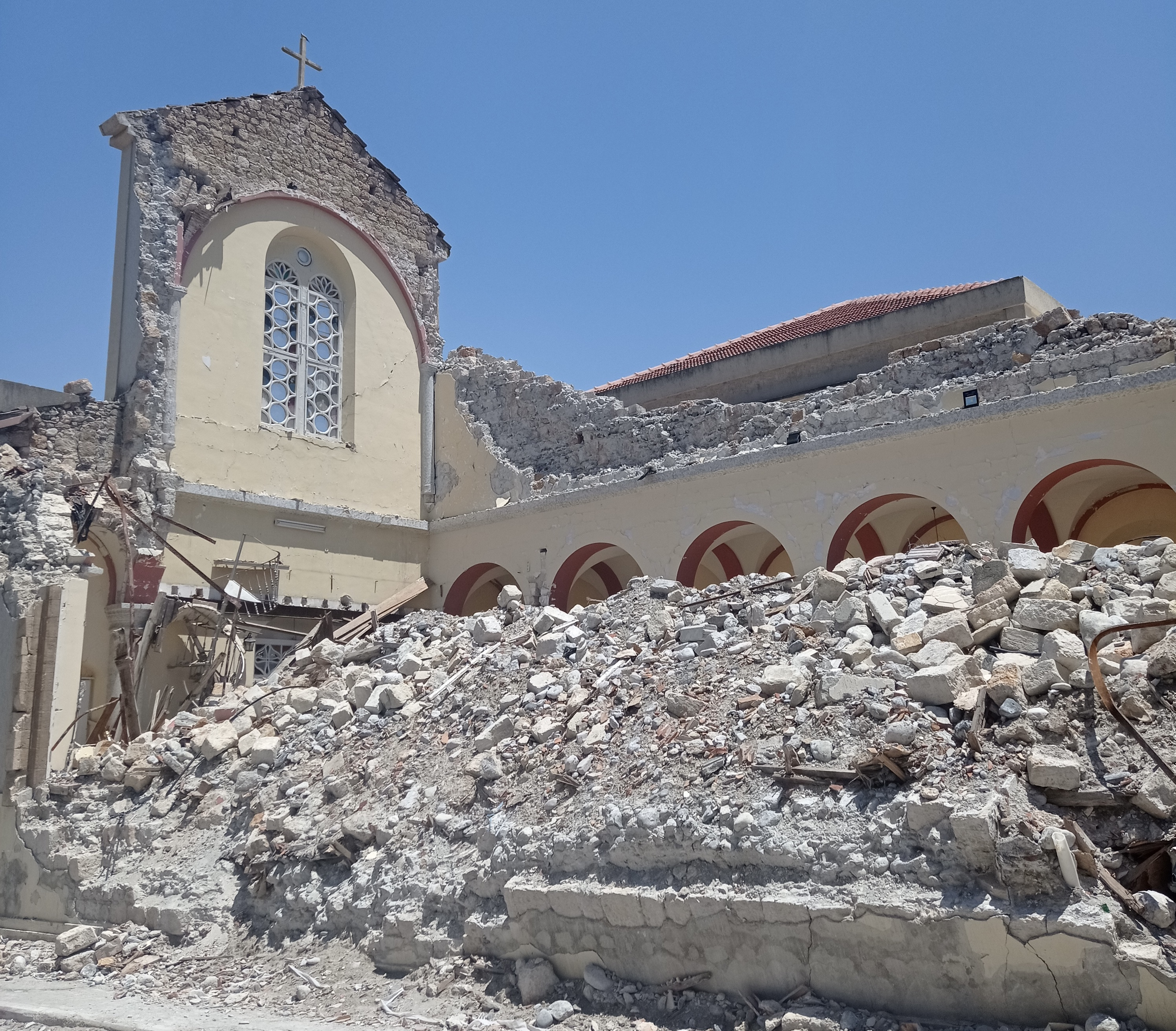
La chiesa dopo il terremoto del 2023

La costruzione di una chiesa dedicata all'Annunciazione fu fortemente voluta dall'Ordine dei carmelitani scalzi, che arrivò ad Alessandretta nel 1858. La chiesa fu completata nel 1871, ma un incendio la distrusse nel 1888, e venne riaperta al culto solamente nel 1901.
All'inizio del Novecento, annesso alla chiesa fu costruito anche un convento. Utilizzato inizialmente come alloggio, successivamente vennero istituite tre scuole, tra cui due femminili, una diretta dalle suore di San Giuseppe dell'Apparizione e l'altra dalle suore carmelitane di Campi Bisenzio.
Nell 1984 i carmelitani lasciarono la chiesa ai cappuccini e nel 1999 affidarono l'amministrazione del complesso al Vescovo dell'Anatolia per farvene la sua nuova residenza. Dal 2003 la pastorale della parrocchia è affidata all'Ordine dei frati minori conventuali.
Nel 2005 la chiesa fu restaurata dal vescovo Luigi Padovese, vicario apostolico dell'Anatolia, per poter essere riconsacrata e utilizzata come cattedrale. In seguito al suo omicidio, avvenuto nel 2010, nell'edificio gli è stata dedicata una cappella comprendente una vetrina con la stola, il messale, una penna stilografica e degli occhiali appartenuti al vescovo.
Il 6 febbraio 2023 la chiesa è stata gravemente danneggiata in seguito al terremoto in Turchia e Siria. Oltre al crollo del soffitto e del muro esterno, il sisma ha danneggiato anche alcuni affreschi e le scale a chiocciola.